# Динамо (хоккейный клуб, Московская область)
«Динамо» (Московская область) — профессиональный российский хоккейный клуб из Красногорска, выступавший в Высшей хоккейной лиге.
Основан в 2019 году как «Динамо» (Тверь) в качестве возрождённого фарм-клуба московского «Динамо» (предыдущий дубль «Динамо» выиграл в сезоне 2016/17 Кубок Братины, после чего пропустил следующие два сезона).
18 июня 2020 года было объявлено, что клуб переедет из Твери в Красногорск и будет называться «Динамо МО».